# Kranevo
Kranevo (bulgariska: Кранево) är ett distrikt i Bulgarien.   Det ligger i kommunen Obsjtina Baltjik och regionen Dobritj, i den östra delen av landet, 400 km öster om huvudstaden Sofia.
Runt Kranevo är det i huvudsak tätbebyggt.